# 北方町曽木
北方町曽木（きたかたまちそき）は、宮崎県延岡市の町名である。2025年１月1日現在、人口411人（男188人、女223人）、世帯237世帯である。郵便番号は、882-0124、番地につく干支は「子」である。

## 地理
延岡市の西部、旧北方町の中東部に位置する。町域の中心部を曽木川が流れ、町域の南端を形成する五ヶ瀬川に注ぐ。国道218号と、これに並行する九州中央自動車道に沿って住地が形成されている。
かつては高千穂鉄道が町域を通過していた。
北を北方町板下（戌）・北方町二股（亥）、東を小川町 (延岡市)・岡元町、南東を上三輪町、南を北方町角田（丑）、南西を北方町南久保山（子・卯）、西を北方町北久保山（子）、北西を北方町うそ越（子）と接する。

## 歴史

### 沿革
- 2007年3月31日 - 北方町が延岡市に編入。「子」のうち、通称地名「曽木」をもって「北方町曽木」が設置される。

## 小・中学校の学区
公立小・中学校の通学域は以下の通り。
小・中一貫校
- 延岡市立北方学園

## 交通

### 道路
- 九州中央自動車道（北方延岡道路） - 北方インターチェンジ
- 国道218号
- 宮崎県道215号板上曽木線
- 宮崎県道242号北方インター線

## 施設
- 旧高千穂鉄道高千穂線
  - 曽木駅跡
  - 吐合駅跡
- 曽木郵便局
- 延岡警察署曽木駐在所
- 北方インター公園